# Cero Ismael
Cero Ismael, artiestennaam van Joshua Tims (Almere, 20 januari 1999), is een Nederlandse zanger, songwriter, producer en rapper. Hij heeft drie ep's uitgebracht; Blue Man in 2021, As Much As You Did Before in 2022 en Eureka in 2023.

## Biografie
Tims werd geboren in Almere als zoon van een Surinaamse moeder en een Indonesisch/Nederlandse vader. Vanaf zijn elfde begon hij met het schrijven van raps en op latere leeftijd begon hij hierbij te zingen. Hij wordt geïnspireerd door zijn vader, die veel luisterde naar eastcoasthiphop en Tims hielp met het schrijven van raps. De stijl van de muziek die hij maakt is een mix van moderne r&b, soul en alternatieve hiphop.
Tims begon in 2016 onder zijn artiestennaam Ismael met muziek maken als onderdeel van het hiphopduo Ismael & Thomson, waarmee hij in 2016 de Encore Freshmen-prijs won. De twee maakten enkele jaren muziek, maar in 2018 bleek dat ze uit elkaar waren gegaan en ieder zich ging focussen op zijn solo-carrière. In de zomer van dat jaar debuteerde Cero Ismael zijn eerste single Insane. Hij volgde de eerste single op met The Conversation, Dancer en Darling. Dancer werd uitgebracht in samenwerking met Red Bull. In mei 2019 deed hij een optreden in het Amsterdamse Paradiso.
Na een korte stilte bracht hij eind 2020 twee singles uit; Missing Out en Some More Time. Deze twee en alle eerdere singles waren in 2021 allemaal te vinden op debuutep Blue Man. Hij stond hiermee in begin 2022 op muziekfestivals Noorderslag en Grasnapolsky. In maart 2022 volgde hij Blue Man op met de ep As Much As You Did Before. De thema's van deze ep zijn liefde, mentale gezondheid en zelfacceptatie en het werd volledig geproduceerd door productieduo Jopie & Rijnbaart. Met de ep deed hij een Europese tour, spelend in onder andere Antwerpen en Berlijn en was hij te horen op verschillende Nederlandse festivals. Hij stond onder meer op Best Kept Secret, Lowlands en Into the Great Wide Open. Zijn derde epEureka bracht Cero Ismael uit in mei 2023. Ook bij deze ep is mentale gezondheid een groot thema.

## Discografie (albums en ep's)
- Big Man (ep, 2021)
- As Much As You Did Before (ep, 2022)
- Eureka (ep, 2023)